# Йохан IV (Шаумбург)
Йохан IV фон Холщайн-Шауенбург (на немски: Johann IV von Holstein-Schauenburg; * 1449, † 30 март 1527) е граф на Холщайн-Шаумбург (1526 – 1527).
Той е най-малкият син на граф Ото II фон Шауенбург (1400 – 1464) и съпругата му графиня Елизабет фон Хонщайн (ok. 1400 – 1468), дъщеря на граф Ернст II фон Хонщайн-Клетенберг (ок. 1370 – 1426) и Анна София фон Щолберг († 1436).
Брат е на Адолф X (1419 – 1474), Ерих (1420 – 1492), Ото III (1426 – 1510), Антониус (1439 – 1526), Ернст I (1430 – 1471), от 1458 г. епископ на Хилдесхайм, Хайнрих III († 1508), от 1473 г. епископ на Минден. Братята му нямат наследници.
Сестрите му са: Анна († 1495), омъжена 1450/1452 за граф Бернхард VII фон Липе († 1511), и Матилда († 1468), омъжена 1463 за херцог Бернхард II фон Брауншвайг-Люнебург († 1464) и 1466 за херцог Вилхелм фон Брауншвайг-Волфенбютел († 1482).
След разделянето на графството през 1498 г. Йохан IV управлява графство Шауенбург (Шаумбург) от 1498 до 1526 г. заедно с брат си Антониус († 1526) и след това сам. Тяхната резиденция е град Щадтхаген в Долна Саксония.
Йохан IV умира на 30 март 1527 г.

## Фамилия
Йохан IV се жени 1482 г. за Кордула фон Гемен (* ок. 1443; † 30 май 1528), дъщеря на Хайнрих IV фон Гемен († 1510). През 1492 г. тя му донася господството Гемен. Те имат един син: 
- Йобст I (1483 – 1531), граф на Холщайн-Шаумбург (1527 – 1531), женен 1506 г. за графиня Мария фон Насау-Диц (1491 – 1547), дъщеря на граф Йохан V фон Насау